# ぼくらの七日間戦争
『ぼくらの七日間戦争』（ぼくらのなのかかんせんそう）は、1985年4月に発行された宗田理の文庫書き下ろし小説。『ぼくらシリーズ』の第1作。
映画化もされ、映画の続編『ぼくらの七日間戦争2』も製作された。
この項目では、実写映画・アニメ映画など原作を元にした関連作品についても述べる。
第2作の『ぼくらの天使ゲーム』以降、通称『ぼくらシリーズ』全45作が刊行された。

## あらすじ
1学期の終業式の日、東京下町の中学校に通う、菊地英治ら1年2組の男子生徒達が突如として行方不明となる。親たちは懸命に英治らを探すが、彼らの消息はつかめず全く見つからない。
実は英治らは、荒川河川敷の廃工場に立てこもって、外にいる橋口純子ら女子生徒と、体罰によって大怪我を負った谷本聡と協力し、廃工場を日本大学全学共闘会議をまねた「解放区」とし、校則で抑圧する教師や勉強を押し付ける親に対し、反旗を翻していたのだ。
だが、1年2組の男子生徒の柿沼直樹は、それに参加する前に誘拐されてしまう。英治たちは廃工場で出会った老人・瀬川卓蔵と共に彼を救出しに奮闘すると同時に、突入してきた教師に様々な仕掛けで対抗し、隣町の市長の談合を生中継するなど、悪い大人たちをこらしめる。

## 登場人物
『ぼくらの七日間戦争』以後の続編の状況も記述している。
菊地英治(東中学校〜N高校〜大学〜高校教師)
本シリーズの主人公。奇抜な発想で、いたずらを考える。思いやりとアイディア豊富で行動的。サッカー部（一時期は剣道部）所属。中学卒業後にひとみに告白する。
相原徹(東中学校〜N高校〜アメリカの大学〜海外ジャーナリスト(アジア特派員))
「解放区」をやろうと提案し、その後もリーダーとして仲間をまとめる。英治とは中1からの親友。クールで思慮深い。
サッカー部（菊地と同じく、一時期は剣道部）所属。
天野司
大のプロレス好き。古舘伊知郎を尊敬し、将来はアナウンサー志望で、実況の天才。実家は化粧品屋。角川つばさ文庫版では、名前が「司郎」となっている。
柿沼直樹
柿沼産婦人科の息子で、あだ名は「カッキー」。キザな性格。ミステリー好き。医者を目指している。佐織と交際している。
安永宏
大工の息子。友情に熱い、ケンカの達人。久美子と交際している。中学卒業後は就職。その後大学検定を取り、大学に入った。
宇野秀明
小柄ですばしっこい。臆病な性格で、当初は「シマリスちゃん」と呼ばれていたが、「七日間戦争」を経て勇敢になり、「コブラ」というあだ名になった。が、今でも暗がりは苦手だそうだ。電車や路線に詳しい。
日比野朗
食いしん坊で料理も得意な肥満児。おっとりとした性格。将来の夢はコックで、高校入学後は、後輩の足田貢の家であるレストラン『フィレンツェ』でアルバイトをする。その後本場イタリア フィレンツェの料理店で短期アルバイト（その中で魔女シリーズに巻き込まれる）→フィレンツェで店を構えシェフに。
立石剛
花火師の息子。星にも詳しい。あだ名は「星の王子様」。いたずらに使う火薬の調達、設営を行う。
中尾和人
メガネが目印。学習塾には通っていないが、成績が抜群に良い。サッカー部に所属しているが、運動神経は決してよくない。頭の良さを活かし、暗号の解読やいたずらの考案に力を貸す。
谷本聡
電気工作ならまかせろの、エレクトロニクスの天才。あだ名はエレクトロニクスの天才という意味の「エレキング」。いたずらの仕掛けには欠かせない存在。「七日間戦争」前に、体育教師の酒井敦から体罰を受け骨折。外部でFM放送を担当した。その後も、機械が関わってくる問題で力を発揮する。
佐竹哲郎
剣道部。弟の俊郎、愛犬のアメリカン・ピット・ブル・テリアのタローと共に、ぼくらを助ける。
橋口純子
中華料理屋「来々軒」の娘。明るくおおらか。兄弟が多く、面倒見が良い。英治のことが好き。
堀場久美子
スケ番。得意技は蹴り。姉御肌で頼りになる。父親は建設会社の社長でPTA会長だったが、後に政治家に賄賂を送っていたことがバレ、逮捕される。安永と交際しており、彼との結婚願望もほのめかしている。
中山ひとみ
料亭「玉すだれ」の娘。水泳で学校一の実力を持つ美少女。実はけっこうお転婆。英治とは両想いだが、英治と彼の高校での同級生である中川冴子の関係に複雑な感情を持っている。「ぼくらの秘密結社」で初めて英治に直接好意を伝える。
三矢麻衣
父親がアルコール依存症だったのを仲間に助けてもらう。が、それも半年と持たずに虐待を受けたため素行が悪くなり、父親に「曙学園」という瀬戸内海の孤島にある学園とは名ばかりの監禁施設に入れられる。しかし、ぼくらのメンバーが曙学園の生徒を助け出し、学園長であるマザーやヤクザたちを矢場に引き渡す。後に交通事故で死亡。リメイク版では生存している。
朝倉佐織
おとなしいが大胆なところもある。実家は「銀の鈴幼稚園」。経営難から「銀の鈴老稚園」に改める。柿沼と交際している。
滝川ルミ
優しい性格。父親・為朝は元プロの泥棒。銀鈴荘でさよと暮らしていたことがある。相原に憧れて妹にしてもらう。
瀬川卓蔵(本名:瀬沼卓蔵)
ぼくらの最大の味方となる、浮浪者の老人。『ぼくらのコブラ記念日』で死去。瀬沼哲也という息子がいる。戦争経験者であり、戦闘により左手の親指以外の4本が欠損しており、腹にも傷がある。傷痍軍人として帰国した後、解放区となる敷地にあった会社に7日間戦争の20年前まで勤めていた。リメイク版では生存している。
石坂さよ
いたずらが大好きな老婆。銀の鈴幼稚園の隣にある永楽荘アパートの住人。『ぼくらの修学旅行』で死去。
矢場勇
テレビリポーター。通称「ヤバイ・サム」で、芸能人は矢場によるスキャンダルを恐れている。七日間戦争では単なるリポーターとして登場し、英治たちに好き勝手言われたものの、いまやぼくら最大の理解者で、後にぼくらの捜査に協力するようになる。『ぼくらの怪盗戦争』では、みんなのリーダー的な役割を担っている。

## 映画

### ぼくらの七日間戦争
角川映画作品。1988年8月13日から東宝系劇場にて公開された。宮沢りえの女優デビュー作。同時上映は『花のあすか組!』。本作で宮沢りえは第12回日本アカデミー賞新人俳優賞を受賞した。

#### 概要
管理教育に抑圧された中学生が、学校教師や大人に「戦争」を挑む。原作にはない戦車なども登場する一方、原作のポイントとなっている「全共闘関連の説明」「柿沼直樹の誘拐事件」「外部との通信・外出による各種工作」「学校教師に対する社会的攻撃」などが削除され、立てこもる生徒が「クラスの男子ほぼ全員」から「クラスの一部生徒」に変更されるなど廃工場での攻防に重点が置かれている。
2011年に角川映画35周年記念としてデジタル・リマスター版が発売され、2012年には「角川ブルーレイ・コレクション」の一作品としてブルーレイディスク化された。

#### あらすじ（映画）
青葉中学では横暴な教師が理不尽な校則や暴力で生徒を縛っていた。1年A組の菊地英治他計8人の男子生徒は家出すると、食料や生活用品を廃工場に持ち込んで立てこもる。母親達は学校側に捜索を訴え、学校のやり方に問題があるのではないかと指摘するが、学校側は家庭内での躾が悪いせいと決めつけ取り合わない。
近所の住人の知らせで生徒達の居場所を見つけ、教頭の丹羽、生活指導の野沢、体育教師の酒井、担任の八代、副担任の小柳の教員5名と生徒の親達が詰めかけて生徒を連れ出そうとするが、英治達に砂や水で追い払われた。翌日、工場を探索していると最深部に1輛の戦車が放置されているのを見つけ、生徒の宇野と天野が動かせないかと弄りだした。同日、工場に中山ひとみら3人の女子も加わるが、誰が女子にこの場所を教えたかで一悶着が起きた。何とか和解し、立てこもりを続行する事に。
さらに次の日の早朝、先日の面子に校長の榎本も加わり、酒井に丸ノコで扉に切り込みを入れさせて工場内部に乗り込む。反撃を掻い潜って生徒達の大半を捕らえたが、宇野と天野が戦車を動かし工場奥から飛び出す。思わぬ隠し球に驚いた榎本は一目散に逃げ出し、他の教師と親達も為す術無く退散した。ひとみは戦車に「エレーナ」と名付け、皆で勝利の記念に工場前の広場で乗り回すが、工場内部に戻った所でエンジンが故障し、走行不能になってしまった。その頃、学校まで逃げてきた教師達は警察に通報。その夜、今回の一件を警察に一任すると親達に通達した。
次の日、報道陣や野次馬が見守る中、機動隊が工場に突入。生徒達は前日に工場内部に仕掛けたトラップで機動隊員を翻弄、激昂した榎本は「殺せ！」と口走った事で野次馬に来ていた他の生徒達の怒りを買い、追い回される。後から侵入した野沢は檻に閉じ込められ、酒井は網でつるし上げられ、八代も薬缶をぶつけられて倒れた所に張り子の巨大福助を乗せられる。生徒達は下水道を通って工場を脱出。夜の工場にエレーナに仕掛けた花火が次々と打ち上げられ、生徒達は勝利の歓声を上げるのだった。

#### 撮影
主たる撮影は東京大泉の東映東京撮影所。宮沢は「東映撮影所はりえのもう一つの学校の思い出がつまってるところです。『ぼくらの七日間戦争』は東映東京撮影所で撮ったからです」と話している。宮沢は当時の自宅がこの近所で、中学校を卒業するまで大泉に住んでいた。ひざ付近に5ヵ所も青たんを作る大変な撮影だったが「さいこう楽しかったもん。スタジオの重い重い扉の裏に『ぼくらの七日間戦争』は永遠です」と話し、『月刊明星』1989年5月号の取材で撮影所を訪れ、当時正門の左手の塀に掛かっていた「東映株式会社 東京撮影所 株式会社 東映美術センター」の木製の看板に鉛筆で「『ぼくらの七日間戦争』は不滅だ。チョココルネパン命！」といたずら書きをしたことを明かし、「ごめんなさい..だけど消さないで下さいね。青春の記念なの。楽しかった思い出のしるしなの！一生のおねがい！」と切望していたが、2019年現在そこに看板はない。
廃工場のシーンは千葉県館山市の平久里川河口近くにある、市民運動場の道路を挟んだ向かいにあったボウリング場跡地で撮影された。建物はその後取り壊されたため、現存していない。2015年時点では医療関連の施設が建っている。
前記宮沢の証言から、話のメインとなる中学生たちが廃工場に立てこもるシーンは、表側を館山のボウリング場跡地で、屋内シーンは東映東京撮影所のセットでの撮影と見られる。
本作には防衛庁（当時）は撮影協力はしておらず、登場した戦車は1979年の映画『戦国自衛隊』で製作された61式戦車を模したレプリカである。この車両は映画マニアの間では「角川61式」「戦国61式」の名で呼ばれており、『戦国自衛隊』や本作以外でも数々の作品に出演している。
なお、生徒達が立て籠った廃工場の地下に、なぜ自衛隊の戦車があったかの理由は作中でも明確になっていない。廃墟が関東財務局の管理する国有地であることだけが劇中から読み取れる。
撮影の河崎敏は長年CMを撮っていた人で、アメリカで映画を勉強してきた菅原比呂志監督が河崎のコカ・コーラのCM（日本で流されるコカ・コーラのCMはアメリカのものは使わず、全て日本で製作されている）に共感して撮影を依頼した。撮影当時56歳。「思ったことの半分もやれなかった」と話している。劇映画の撮影は本作一本のみである。

#### 備考
劇中に出てくる「アリアハンの城」というのは、同年に発売されたファミコンのゲーム『ドラゴンクエストIII そして伝説へ…』の中に出てくる城の名前である。

#### キャスト

##### 青葉中学校1年A組
男子生徒
菊地英治
演 - 菊池健一郎
生徒たちのリーダー的存在。立てこもりをすることを提案した人。サッカー部のレギュラーでキャプテン候補。中山ひとみと相思相愛。
相原徹
演 - 工藤正貴
菊地英治の相棒。陽気な性格だがおっちょこちょいな所がある。橋口純子と相思相愛。菊地英治と同じくサッカー部所属で補欠。
安永宏
演 - 鍋島利匡
ケンカの達人で、空手などをやっている肉体派。熱い性格だがカナリアを飼っている。中山ひとみに片思いしており、恋敵の菊地英治と時々衝突することがある。
柿沼直樹
演 - 田中基
あだ名は「カッキー」。産婦人科医の息子。オシャレ好きで大量の服を持ち込む。潔癖症で服が汚れることは苦手。
日比野朗
演 - 金浜政武
スーパーの息子。食いしん坊で食べることが好きだが料理するのも好き。
中尾和人
演 - 大沢健
優等生。成績優秀だが学校の勉強に不満を持っている。作中の「アリアハンの城」を設計する。運動は苦手。
天野健二
演 - 石川英明
花火屋の息子で、家から持ってきた花火の火薬を調合できる。宇野秀明と同じく機械いじりが好きで行動を一緒にすることが多い。ミリタリーマニアで射撃が得意。
宇野秀明
演 - 中野慎
機械いじりが得意。オートバイが運転できる。
女子生徒
中山ひとみ
演 - 宮沢りえ
学級委員。人望があり統率力もある。快活な性格。唯一親が登場しない。
橋口純子
演 - 五十嵐美穂
中山ひとみの親友。相原徹に好意を寄せている。女の子らしい服装を好んで着ている。
堀場久美子
演 - 安孫子里香
中山ひとみの親友。中華料理屋の娘。趣味は絵を描くこと。

##### 青葉中学校教職員
榎本勝也
演 - 金田龍之介
青葉中学校校長。世間体を気にする性格で、自分の名誉や学校の評判を優先する。
丹羽満
演 - 笹野高史
青葉中学校教頭。神経質な性格。校長に命じられて菊地英治たちを学校に連れ戻そうとする。
酒井敦
演 - 倉田保昭
学年主任。体育教師。短気な性格で口よりも手が先に出るタイプ。日常的に生徒に体罰を加えている。
野沢拓
演 - 大地康雄
生活指導。生徒が少しでも風紀を乱すと厳しく正す。普段から無愛想で、すぐに怒鳴ったり手が出てしまう。
八代謙一
演 - 佐野史郎
1年A組の担任。社会科教師。暴力は振るわないが、規律に厳しく、勝手に所持品検査をしている。不要品を取り上げた生徒には反省文を強要する。
小柳
演 - 小柳みゆき
1年A組の副担任。八代と共に女子生徒のスカートの長さや髪型を細かくチェックする。
西脇由布子
演 - 賀来千香子
英語教師。爽やかな性格。生徒たちに唯一同情的だが、そのせいで他の教師に小言を言われている。

##### 生徒達の親族
菊地英介
演 - 出門英
英治の父。仕事で忙しくあまり家庭を顧みない。詩乃から英治たちの騒動を聞いてもただの遊びと勘違いする。
菊地詩乃
演 - 浅茅陽子
英治の母。専業主婦。夫に不満を持っている。英治たちが騒動を起こしたため他の母親たちと学校に赴く。
菊地まりこ
演 - 穴原英梨
英治の妹。年は小学校低学年ぐらい。英治とは仲が良く一緒にテレビゲームなどをして遊んでいる。
相原徹の母
演 - 恵千比絽
専業主婦。
安永宏の母
演 - 田岡美也子
ファッション業界の仕事をしている。宏との折り合いは良くない。
柿沼直樹の母
演 - 宗田千恵子
産婦人科を営んでいる。常に着物を着ている。
日比野朗の母
演 - 船場牡丹
スーパーを営んでいる。朗に大量の食料品を持ち出される。
中尾和人の母
演 - 沢井孝子
高校進学のために和人を塾に通わせており、安否よりも内申書に影響があるかを気にする。
天野健二の両親
演 - 竜のり子、石川清
花火屋を営んでいる。健二に大量の花火を持ち出される。
宇野秀明の母
演 - 西海真理
秀明は家出をするような子ではないと考えている。
橋口純子の母
演 - 正国秀子
他の母親たちと廃工場に赴く。
堀場久美子の両親
演 - 三田恵子、粟津號
中華料理屋を営んでいる。

##### その他
瀬川卓蔵
演 - 室田日出男
ホームレス。廃工場近くで寝ていたところ英治達と出会う。英治達に「Boys, Be ambitious!」と伝えるよう、ひとみ達に伝言を託す。
警察官
演 - 武藤章生
英介の同僚
演 - 飯島大介
機動隊隊長
演 - 漣龍造
アナウンサー
演 - 上柳昌彦
リポーター
演 - 福永典明
ラジオDJ
演 - 三宅裕司
生徒たち
演 - 荒井久遠、谷田真吾、太田浩人、和泉匡俊、辺見昌臣、白野貴幸、永田美妙、小島法子、高橋幸香、内田順子

#### スタッフ
- 製作者 - 角川春樹
- 監督 - 菅原比呂志[13]（現・菅原浩志）
- プロデューサー - 青木勝彦
- 脚本 - 前田順之介、菅原比呂志
- 音楽 - 小室哲哉
  - TM NETWORK『オリジナルサウンドトラック』(EPIC/SONY RECORDS)
    - 主題歌 - TM NETWORK『SEVEN DAYS WAR』[14]（エピックソニーレコード）
    - 挿入歌 - TM NETWORK『GIRLFRIEND』（エピックソニーレコード）
- 撮影 - 河崎敏
- 照明 - 長谷博
- 美術 - 小澤秀高
- 録音 - 辻井一郎
- 編集 - 板垣恵一
- 助監督 - 鹿島勤、大津是、竹本克明
- 音響効果 - 帆苅幸雄
- 記録 - 原田良子
- 擬斗 - 二家本辰己
- 合成 - チャンネル16
- MA - アオイスタジオ
- 現像 - IMAGICA
- 美術 - 東映美術センター、東京美工
- 協賛 - モスバーガー
- 撮影協力 - 館山市商工観光課、館山市観光協会、調布市花火大会実行委員会、和田花火工場（現：ファイアート神奈川）　ほか
- 協力 - ニッポン放送「ヤングパラダイス」
- 製作協力 - 角川書店、大王製紙、東北新社
- 製作 - 角川春樹事務所
- 配給 - 東宝

#### 関連商品
- ぼくらの七日間戦争 VHS（1989年）東宝
- ぼくらの七日間戦争 DVD（2001年）角川エンタテインメント
- ぼくらの七日間戦争 デジタル・リマスター版 DVD（2011年）角川映画
- ぼくらの七日間戦争 ブルーレイ（2012年）角川映画
- ぼくらの七日間戦争 角川映画 THE BEST（2016年）KADOKAWA

### ぼくらの七日間戦争2
1991年7月6日に松竹系劇場にて公開されたコメディ映画。主演・渋谷琴乃、監督・山崎博子。同時上映は『幕末純情伝』。

#### 概要
ぼくらシリーズの第10作『ぼくらの秘島探検隊』を原作に、ほぼ全編沖縄を舞台に描かれた。

#### あらすじ
港区立青葉中学校2年A組の中山ひとみ（渋谷琴乃）達は、試験での仲間の遅刻をきっかけに教師と対立した。その処罰に納得がいかないひとみ達7人は東京を抜け出し、幼友達（高良陽一）の住む沖縄へ。船の中で知り合った帰国子女のマリコ（具志堅ティナ）も一緒に、沖縄の無人島で無謀なリゾート開発をする大人たちとの闘いが始まった。無人島の自然を守るため、ぼくらの考えがあることを大人に分からせるため、9人が立ち上がった。

#### キャスト
青葉中学校2年A組
- 菊地英治 - 明賀則和
- 中山ひとみ - 渋谷琴乃
- 堀場久美子 - 柳志乃
- 中尾和人 - 天間信紘
- 天野健二 - 武内伸一郎
- 安永宏 - 渡辺武徳
- 日比野朗 - 大田原清文

青葉中学校教職員
- 八代謙一 - 佐野史郎
- 丹羽満 - 笹野高史
- 野沢拓 - 鶴田忍

その他
- 具志堅マリコ - 具志堅ティナ
- 高良陽一 - 高良陽一
- 高良隆造（陽一の父で、セントラルリゾート開発社長） - 石田太郎
- 高良玲子（陽一の姉） - 池田昌子
- セントラルリゾート開発社員・伊是名 - 内藤剛志
- 東京のリゾート開発会社（JFCフロンティヤ・コーポレーション）・佐々木 - 塩見三省
- ただのあっ子、船場牡丹、沢井孝子、西沢まこ、和泉今日子、二家本辰巳（スタントも）、山下伸二、上野新兵、絵沢萌子他

#### スタッフ
- 監督 - 山崎博子
- 脚本 - 山崎博子、稲葉一広
- 脚色 - 石田芳子
- 製作 - 角川春樹、奥山和由
- プロデューサー - 霜村裕
- 撮影 - 鈴木耕一
- 美術 - 金田克美
- 録音 - 宮本久幸
- 照明 - 野口秦胖
- 編集 - 井上治

- 音楽プロデューサー - 石川光
- 音楽 - B.B.クィーンズ
- 主題歌 - B.B.クィーンズ「ぼくらの七日間戦争〜Seven Days Dream〜」（作詞：長戸大幸、作曲編曲：織田哲郎）[25]
- 挿入歌 - B.B.クィーンズ「I Remember You」（作詞：川島だりあ、作曲：栗林誠一郎、編曲：寺尾広）、Mi-Ke「地球EXPRESS」（作詞：森山進治、作曲編曲：寺尾広）、坪倉唯子「EASY GAME」（作詞：AMY、作曲：坪倉唯子、編曲：増埼孝司）
- サウンドトラック：BMGビクター[26]

#### 製作
監督の山﨑博子は1990年の『天と地と』のカナダロケで通訳を務めたことを機縁に角川春樹プロデューサーから商業映画の監督に初抜擢された。
キャストオーディションには1万人を超す参加があり、渋谷琴乃と明賀則和がグランプリに輝いた。前作の青葉中学1年A組が2年A組に変わり、主要な役柄はそのままで一応の続編といえるが、演じる役者は全員交代している。教師は担任の八代謙一役の佐野史郎が続投。佐野は“冬彦さん”でブレイク前夜。教頭丹羽満も笹野高史が続投するが、生活指導の野沢拓が大地康雄から鶴田忍に交代。沖縄行きのマルエーフェリー内で仲間に加わる具志堅マリコ（具志堅ティナ）が、自分を紹介するセリフに「帰国子女って言うのかなぁ」という。青葉中学2年A組の菊地英治、中山ひとみ、堀場久美子、中尾和人、天野健二、安永宏、日比野朗の7人に具志堅マリコ、中山ひとみの幼馴染で沖縄在住の高良陽一（高良陽一）の9人で沖縄の阿嘉奈島なる架空の無人島でキャンプをする。この9人は全てオーディションで選ばれたとされる。
冒頭正門に港区立青葉中学校と書かれている。
エンドクレジットのロケーション協力では石垣市のみ表示されるため、架空の阿嘉奈島は石垣島か尖閣諸島のどこかと見られる。他に那覇市牧志公設市場、伊計島と宮城島の間に掛かる伊計大橋などが映る。
1991年3月14日、六本木プリンスホテルで製作発表会見が行われたが、同じ日に松竹は丸の内ピカデリー1で『八月の狂詩曲』の第一回マスコミ試写会を開いた。終映後、ピカデリー2で黒澤明監督が記者会見を行った。勢いのあった頃の角川映画では有り得ない扱いを受けた。

#### 作品の評価
国立映画アーカイブは「アクションによる描写が冴えており、子どもたちが仲直りする過程を缶蹴りで演出した場面は出色」と評価している。
前作の宮沢りえの美貌が伝説的に語られるため、気の毒な面もあるが、一部に『北京原人』とはまた別のベクトルで1990年代を代表するカルトムービーとも評価される。

#### 受賞
- 第15回日本アカデミー賞[28]
  - 新人俳優賞 - 具志堅ティナ

#### 関連商品
- ぼくらの七日間戦争2 オリジナル・サウンドトラック（1991年7月11日）
- ぼくらの七日間戦争2 VHS（1992年）東映ビデオ[24]
- ぼくらの七日間戦争2 DVD（2001年）角川エンタテインメント

## アニメ映画
『ぼくらの7日間戦争』（ぼくらのなのかかんせんそう）のタイトルで、2019年12月13日公開。監督は村野佑太、脚本は大河内一楼。
キャッチコピーは「ここが、スタートラインだった―」「自分らしく生きると決めた。」。
原作から約30年後である2020年を舞台としており、新たなストーリーの象徴として漢数字の「七」からアラビア数字の「7」に変更になっている。
実写映画化された1988年から30年を経て、現代の若者たちが戦う“7日間戦争”をアニメで表現したい旨を原作の宗田理に打診したところ、宗田はシリーズのテーマでもある“大人への挑戦”と“ユーモラスな戦い”を描くことを条件に再映画化を快諾したという。再映画化を快諾したことについて、宗田は「アニメ映画には小説にはない感情が秘められている。私の描いた物語がアニメの中でどう表現されていくのかとても楽しみにしている」とコメントしている。
作品制作時点での「現代の中高生」にとっての「前時代的なところ」として炭鉱を舞台とすることが着想され、その事情から地理的設定は北海道となり、赤平市や三笠市（奔別）、夕張市などの旧炭鉱が参考にされている。主な舞台となる立坑は赤平炭鉱のものがモチーフとされている。

### あらすじ
2020年、北海道の旧炭鉱町である里宮（さとみ）に住む鈴原守は、本好きだが周囲の生徒とは没交渉な高校2年生だった。夏休みを控えたある日、隣に住む幼馴染みで同級生の千代野綾が、近く東京に転居すると知る。
翌朝、家を出た守は、綾が父と言い争っているのを目撃したあと、綾と会話しながら登校する。地元の地方議員を務める綾の父は、親族の都議会議員の後釜に立候補するため東京に移住することにしていたが、綾は同行を拒んでいたのだ。「1週間後の誕生日をせめてこの町で迎えたかった」という綾に、守は「逃げ出す」ことを持ちかける。
綾は「キャンプ」として家出することを発案、綾がクラスメイトを誘ったことをきっかけに、同級生6人で町内の高台にある廃坑で生活することになる。この旧炭鉱は以前は観光施設として公開されていたため、電気が使用可能だった。6人は、タイ人の子どもであるマレットがそこにいることに気づく。マレットは不法入国者の検挙から逃げる際に別れた両親が自宅に戻っていないか確かめるため、高台のこの場所にいた。
キャンプに乗り気でなかった本庄博人は、マレットを匿えば犯罪になるとして出て行くことを主張する。そこにマレットを追う入管職員が現れ、守はマレットを職員からかばって逃げたが、入管職員によって守たちは建物に閉じ込められる。これにより6人は戦わざるを得なくなった。
翌日、捜索令状を持った入管職員が廃坑にやってくる。守たちは、守の立てた作戦に沿ってその捜索を妨害し、手違いから捕まりそうになったときには「ガス爆発を起こす」という嘘の脅しをかけて撃退することに成功する。守たちは入管職員との攻防を動画にしてSNSにアップして注目を集め、現地に人を呼び寄せて容易に捜索をやりにくくさせた。アップの際にはタイ語でマレットの消息を記載した。
守が綾に「好きな人間がいるか？」と聞くと、「いるが関係を壊したくないので黙っている」と綾は答える。綾に好意を寄せていた守は落胆する。
次の日、綾の父は付き合いのある建設会社を連れて現地にやってくるが、野次馬や報道関係者がいたため引き返した。綾の父の秘書・本多は、廃坑の入口とは離れた場所にある炭鉱の廃トンネルからの侵入を提案、綾の父は建設会社に実行を命じる。その会社は6人の一人で綾の親友である山咲香織の父が経営しており、彼も廃坑に侵入する。
不意を突かれたは守たちは防戦一方となるが、香織が囮になって父と対峙し、それまで冷淡だった博人の機転で形勢を逆転、香織の父たちを退去させた。本多は香織の父から入手した守たちの写真を（綾を除いて）「立てこもっている高校生」として学校名入りでSNSにアップする。これを引き金にして、彼らの過去のプロフィールや裏アカウントがSNSに晒された。そこには香織が中学時代、父の仕事を得る目的で綾に接近したという内容も含まれていた。
翌日、警察などの許可を得て、重機で守たちの立てこもる建物外壁の破壊が始まる。だが、台風の影響で近くのズリ山で土砂崩れが起き、建設会社員らは引き上げた。一方、SNSの晒しにより6人の間には動揺が起きる。そんな中、自分の気持ちに素直でいたいという守を皮切りに、6人は「言えなかった気持ち」をカミングアウトし、関係を取り戻した。6人はマレット救出に向けた最後の作戦を実行する。

### キャスト
鈴原守
声 - 北村匠海
主人公。人との関わりが苦手。歴史（特に戦術史）に詳しい。歴史系のチャットサイトのメンバー。
綾には毎年誕生プレゼントを用意していたが一度も渡したことがない。
千代野綾
声 - 芳根京子
守の幼馴染。地方議員の娘。実は同性愛者。
山咲香織
声 - 潘めぐみ
綾の親友。髪型はショートカットで陸上部に所属。
緒形壮馬
声 - 鈴木達央
守のクラスメイト。陽気でクラスでは人気者のポジション。過去はいじめられっ子だった。
阿久津紗希
声 - 道井悠
守のクラスメイト。考えるより行動する派。
本庄博人
声 - 大塚剛央
紗希の幼馴染。成績優秀。紗希のことを内心では罵倒している。当初は「キャンプ」に冷淡な態度を示すが、次第に打ち解ける。
マレット
声 - 小市眞琴
タイ人。男言葉で話すが、実は少女。
本多政彦
声 - 櫻井孝宏
綾の父の秘書。綾の父のやり方に対しては必ずしも敬意を抱いておらず、終盤で決別し秘書を辞める。
中山ひとみ
声 - 宮沢りえ（特別出演）
守の参加する歴史系チャットサイトに「玉すだれ」のアカウント名で活動している。
千代野秀雄
声 - 楠見尚己
綾の父。「目上の人にきちんと従う人間は大人｣だと主張する傲慢な性格。
麻川文夫
声 - 麻生智久
香織の両親
声 - 宮本充、中友子
柴山勝男
声 - 中尾隆聖
前田
声 - 井上倫宏
後藤
声 - 関智一
縦原
声 - 荻野晴朗
倉田
声 - 竹内良太
シンジ
声 - 高橋伸也
ケンジ
声 - 江頭宏哉
鈴原凛
声 - 下地紫野
守の妹。
マレットの両親
声 - 利根健太朗、中司ゆう花
ユキ
声 - 夏吉ゆうこ
咲良
声 - 原奈津子
大斗
声 - 濱野大輝
瑞樹
声 - 竹尾歩美
男子
声 - 井上宝、近藤雄介
女子
声 - 竹内恵美子、河村梨恵
取材男
声 - 橘潤二
男性記者
声 - 板取政明
女性客A
声 - 森なな子
カップル女
声 - 山田麻莉奈

### スタッフ
- 原作：宗田理『ぼくらの七日間戦争』（角川つばさ文庫・角川文庫 / KADOKAWA刊）[31]
- 監督：村野佑太[31]
- 脚本：大河内一楼 [31]
- 音楽：市川淳[31]
- 主題歌：Sano ibuki「決戦前夜」「おまじない」「スピリット」（ユニバーサル ミュージック / EMI Records）
- キャラクター原案：けーしん[31]
- キャラクターデザイン・総作画監督：清水洋[31]
- 総作画監督：西岡夕樹[31]
- 場面設計：関根昌之[31]
- 美術監督：栗林大貴[31]
- 色彩設計：広瀬いづみ[31]
- 撮影監督：木村俊也[31]
- 音響監督：菊田浩巳[31]
- 配給：ギャガ、KADOKAWA[31]
- 制作：亜細亜堂[31]
- 製作：ぼくらの7日間戦争製作委員会（KADOKAWA、ギャガ、電通、ソニー・ミュージックソリューションズ、グローバル・ソリューションズ、亜細亜堂、GYAO、TBSラジオ、ユニバーサル ミュージック、読売新聞社）[31]

### 関連商品
- 劇場版アニメ ぼくらの7日間戦争 ノベライズ（2019年）角川文庫・伊豆平成 著
- 劇場版アニメ ぼくらの7日間戦争 ノベライズ（児童書）（2019年）角川つばさ文庫・伊豆平成 著
- 劇場アニメ ぼくらの7日間戦争 Blu-ray（2020年）ギャガ
- 劇場アニメ ぼくらの7日間戦争 DVD（2020年）ギャガ

### 受賞
- 第53回シッチェス・カタロニア国際映画祭 アニメーション部門 最優秀長編作品賞[36]

## 舞台

### 2020年版
2020年9月11日から20日にかけて、東京・かめありリリオホールにて公演された。

#### スタッフ（2020年版）
- 原作 - 宗田理「ぼくらの七日間戦争」（角川文庫・角川つばさ文庫）
- 脚本・演出 - 久保田唱

#### キャスト（2020年版）
- 菊地英治 - 馬場良馬
- 相原徹 - 沖野晃司
- 天野司郎 - 松本岳
- 柿沼直樹 - 志村玲於（SUPER★DRAGON）
- 安永宏 - 友常勇気
- 宇野秀明 - 秋葉友佑
- 立石剛 - 一瀬晴来
- 中尾和人 - 飯山裕太
- 谷本聡 - 中島礼貴
- 佐竹哲郎 - 山中健太
- 佐竹俊郎 - 山中翔太
- 中山ひとみ - 濵咲友菜（AKB48）
- 堀場久美子 - 國森桜
- 橋口純子 - 鹿目凛
- 柿沼靖樹 - 杉江優篤
- 酒井敦 - 白柏寿大
- 八代謙一 - 添田翔太
- 菊地詩乃 - 平山空
- 矢場勇 - 青地洋
- 杉崎警部 - 吉田宗洋
- 西脇由布子 - 諸塚香奈実
- 堀場千吉 - 河内浩
- 榎本勝也 - 幸村吉也
- 橋口暁子 - 緒月遠麻
- 田中康弘 - 佐々木崇
- 柿沼奈津子 - 遠山景織子
- 瀬川卓蔵 - 石橋保
- 丹羽満 - 酒井敏也

### 2022年版
2022年2月4日から6日に東京建物 Brillia HALLにて公演された。当初は2月2日からを予定していたが、2日から3日の公演は中止になった。

#### スタッフ（2022年版）
- 原作 - 宗田理「ぼくらの七日間戦争」（角川文庫・角川つばさ文庫）
- 脚本・演出 - 久保田唱

#### キャスト（2022年版）
- 菊地英治 - 校條拳太朗
- 相原徹 - 瀬戸啓太
- 安永宏 - 毎熊宏介
- 天野司朗 - 土屋直武（降板） 東井隆希[39]
- 谷本聡 - 村松健太（降板） 高橋晴輝[40]
- 宇野秀明 - 結城伽寿也
- 立石剛 - 弓木大和
- 中尾和人 - 鈴木祐大
- 柿沼直樹 - 安藤優（Boom Trigger）
- 佐竹哲郎 - 春斗（CUBERS）
- 佐竹俊郎 - 優（CUBERS）
- 中山ひとみ - 北澤早紀（AKB48）
- 堀場久美子 - 彩木咲良
- 橋口純子 - 樋渡結依
- 矢場勇 - 溝呂木賢
- 田中康弘 - 吉田宗洋
- 柿沼靖樹 - 緑川睦
- 八代謙一 - 田中孝宗
- 菊地詩乃 - 若井なおみ
- 榎本勝也 - 志村史人
- 堀場千吉 - 河内浩
- 杉崎警部 - コウガシノブ
- 酒井敦 - 森山栄治
- 西脇由布子 - 根岸愛
- 柿沼奈津子 - 遠山景織子
- 橋口暁子 - 月影瞳
- 瀬川卓蔵 - 石橋保
- 丹羽満 - 渡辺裕之

### 2025年版
2025年8月24日から11月9日まで、東京建物 Brillia HALL 他4会場で公演予定。

#### スタッフ（2025年版）
- 原作 - 宗田理「ぼくらの七日間戦争」（角川文庫・角川つばさ文庫）
- 脚本・演出 - 伊勢直弘

#### キャスト（2025年版）
- 菊地英治 - 田中樹
- 相原徹 - 上遠野太洸[42]
- 佐⽵哲郎 - 大平峻也、きたつとむ、吉田知央
- ⽴⽯剛 - 松永有紘
- 安永宏 - 田中彪
- 中尾和⼈ - 縣豪紀、羽田将大
- 宇野秀明 - 澤邊寧央、堀田竜成
- 天野司郎 - 五⼗嵐⾓度
- ⾕本聡 - ⽒家蓮
- 柿沼直樹 - 北村悠
- 秋元尚也 - 皆藤空良
- 中⼭ひとみ - 佐野ひなこ
- 橋⼝純⼦ - 中山莉子、二瓶有加
- 堀場久美⼦ - 島ゆいか
- 酒井敦 - 山崎裕太、金子昇
- ⻄脇由布⼦ - 太田奈緒、須藤茉麻
- 佐⽵紀⼦ - 南園みちな、伊藤あいみ
- 宇野千佳⼦ - 福好まゆか
- ⽮場勇 - 晃映ヒロ
- ⽥中康弘 - おばらよしお、橋本直也
- 堀場千吉 - 宮本大誠
- 橋⼝暁⼦ - 緒月遠麻
- 柿沼奈津⼦ - 月影瞳
- 相原園⼦ - 大林素子
- 菊地詩乃 - 伊藤かずえ、比企理恵
- 丹⽻満 - 遠山俊也
- 瀬川卓蔵 - 風間トオル、野々村真

## 漫画
- 牛島慶子版 - 単行本描き下ろしと『月刊Asuka』増刊号にて掲載。ストーリーは映画に近い。
  - ぼくらの七日間戦争（単行本描き下ろし）
  - ぼくらの七日間戦争2（1991年増刊 あすかDX 夏映画特別号掲載）
- 大塚ヨウコ版 - 『月刊コミックブンブン』にて連載。
  - ぼくらの七日間戦争（2008年11月号 - 2009年5月号）
  - ぼくらの天使ゲーム（2009年6月号 - 10月号）※単行本未収録
- 笹木あおこ版 - 『月刊コミックジーン』にて連載。小説を漫画にしたものと、劇場版アニメから漫画にしたものとがある。
  - ぼくらの七日間戦争（2019年5月号 - 8月号）
  - 劇場版アニメ ぼくらの7日間戦争（2019年9月号 - 2020年1月号）

## ゲーム
2015年4月15日　ディースリー・パブリッシャーよりニンテンドー3DS用のダウンロード専用ソフト『ぼくらの七日間戦争 〜友情アドベンチャー〜』と題して配信中。後述する「角川つばさ文庫」版をベースとしたアドベンチャーゲーム（いわゆる「ノベルゲーム」とも呼ばれるスタイル）化がされている。
シナリオは原作者である宗田と、つばさ文庫編集部が監修。キャラクターのグラフィックは、つばさ文庫で「ぼくらシリーズ」全般のイラストを担当した、はしもとしんの絵をベースにしている。